# Сплюшка палаванська
Сплюшка палаванська (Otus fuliginosus) — вид совоподібних птахів родини совових (Strigidae). Ендемік Філіппін.

## Опис
Довжина птаха становить 19-20 см. Верхня частина тіла темно-коричнева, на плечах біла смуга. Нижня частина тіла світліша, рудувато-коричнева поцяткована чорними смугами. Лицевий диск темний з білими краями, над очима світлі "брови", на голові пір'яні "вуха". Очі оранжево-карі, дзьоб світло-коричневий, лапи оперені, жовтувато-сірі, кігті темно-рогові. Голос — низький, хриплий, каркаючий, двоскладовий «крар-круар», який повторюється з інтервалом у 4-5 секунд.

## Поширення і екологія
Палаванські сплюшки є ендеміками острова Палаван на заході Філіппінського архіпелагу. Вони живуть у вологих гірських тропічних лісах та на плантаціях. Живляться переважно комахами.

## Збереження
МСОП класифікує стан збереження цього виду як близький до загрозливого. За оцінками дослідників, популяція палаванських сплюшок становить від 15 до 30 тисяч птахів. Їм загрожує знищення природного середовища.